# المحطة الحرارية (السفيرة)
المحطة الحرارية ضاحية سكنية سوريّة تتبع إداريّاً لمحافظة حلب منطقة السفيرة ناحية مركز السفيرة، بلغ تعداد سكانها 1,861 نسمة حسب التعداد السكاني لعام 2004. بنيت هذه القرية لإسكان عمال المحطة الحرارية بحلب.